# Slatinka nad Bebravou
Slatinka nad Bebravou és un poble i municipi d'Eslovàquia que es troba a la regió de Trenčín. La primera menció escrita de la vila es remunta al 1332.

## Demografia
| Godina             | 1994 | 2004    | 2014    | 2024   |
| ------------------ | ---- | ------- | ------- | ------ |
| Nombre de persones | 252  | 216     | 191     | 196    |
| Diferència         |      | −14,28% | −11,57% | +2,61% |

| Godina             | 2023 | 2024   |
| ------------------ | ---- | ------ |
| Nombre de persones | 204  | 196    |
| Diferència         |      | −3,92% |